# Droga wojewódzka nr 727
Droga wojewódzka nr 727 (DW727) – droga wojewódzka relacji Klwów - Przysucha - Szydłowiec - Wierzbica o łącznej długości 66,3 km, której odcinek o dł. 20 km relacji Szydłowiec (obwodnica Szydłowca) - Wierzbica jest przystosowany do ruchu ciężkiego. Droga leży w województwie mazowieckim, powiatach: przysuskim (gminy: Klwów, Przysucha, Borkowice), szydłowieckim (gminy: Chlewiska, Szydłowiec, Jastrząb) i radomskim (gmina Wierzbica).

## Miejscowości
Droga wojewódzka nr 727 przebiega przez miejscowości:
- Klwów: ul. Przysuska
- Kadź
- Dobra Wola
- Przystałowice Duże
- Sady Kolonia
- Sady
- Wola Więcierzowa
- Gliniec
- Janików: ul. Główna
- Skrzyńsko: ul. Warszawska, Pl. Św. Marka, ul. Wjazdowa
- Przysucha: ul. Dworcowa, ul. Radomska, ul. Legionów Polskich, ul. Przemysłowa
- Ruszkowice: ul. Główna
- Borkowice: ul. Ks. Jana Wiśniewskiego
- Radestów: ul. Ogrodowa
- Ninków
- Rzuców: ul. Staszica
- Chlewiska: ul. Czachowskiego
- Pawłów
- Szydłowiec: ul. Sowińskiego, rondo Solidarności, ul. Zamkowa, ul. Kościuszki
- Szydłówek
- Śmiłów
- Orłów
- Jastrząb: ul. Szydłowiecka, pl. Niepodległości, ul. Jana Pawła II, ul. Adama Mickiewicza
- Lipienice
- Lipienice Górne
- Rzeczków-Kolonia
- Wierzbica: ul. Kościuszki, pl. Jana Pawła II